# رودخانه آراخوس
رودخانه آراخوس (به انگلیسی: Arachthos (river)) رودخانه‌ای است که در یونان جریان دارد.
پل آرتا، بر روی این رودخانه قرار گرفته است.